# 光苞毛鳞菊
光苞毛鳞菊（学名：Melanoseris leiolepis）是菊科毛鳞菊属的植物，是中国的特有植物。分布于中国大陆的云南等地，生长于海拔2,500米的地区，一般生长在山坡，目前尚未由人工引种栽培。